# Laura Nolte
Laura Nolte, född 23 november 1998 i Unna, är en tysk bobåkare.

## Karriär
Vid EM 2025 i Lillehammer tog Nolte guld individuellt i monobob samt guld tillsammans med Leonie Kluwig i tvåmannabob.